# Małgorzata Katarzyna Haynault
Małgorzata Katarzyna Haynault, fr. Marguerite Catherine Haynault (ur. 11 września 1736, zm. 17 marca 1823) – markiza de Montmélas, metresa króla Francji, Ludwika XV. 

## Życiorys
Była córką Jean-Baptiste Haynault i jego żony Blaise d'Arod, markizy de Montmélas. Marguerite Catherine zastąpiła poprzednią kochankę króla - Françoise de Châlus, księżnę de Narbonne-Lara, która urodziła królowi dwóch synów. Marguerite Haynault została metresą królewską przed rokiem 1760 i sama urodziła królowi dwie córki:
- Agnès-Louise de Montreuil (1760–1837), od 1778 żona Blaise'a Aroda, hrabiego Montmelas
- Anne-Louise de La Réale (1762–1831), od 1780 żona Gabriela, hrabiego Gesclin

W czasie związku z nią Ludwik nawiązał już romans z jej następczynią - Lucie Madeleine d’Estaing, która już w 1761 urodziła królowi córkę - Agnès Lucie Auguste. W czasie gdy Marguerite Catherine rodziła królowi drugą córkę, na świat przyszła druga córka króla i jej rywalki Lucie Madeleine d’Estaing.